# Iounmin
Iounmin est un vizir de la IVe dynastie. Il est probablement un fils du roi Khéphren. Il sert comme vizir vers la fin de la dynastie, probablement sous le règne de son frère Mykérinos.

## Sépulture
La tombe de Iounmin est connue sous le nom de G 8080, située au centre de la nécropole de Gizeh. Le nom de son épouse Khâmerernebty est enregistré dans la tombe. Le linteau à l'entrée de la tombe contient des textes d'offrandes et le nom et les titres de Iounmin.
La tombe a été creusée dans le rocher de la falaise occidentale, tandis que la chapelle et la façade ont été réalisées en pierre calcaire. Le hall d'entrée s'ouvre à droite sur une petite antichambre qui contient deux fausses portes non inscrites. Devant les fausses portes se trouvent deux puits d'inhumation (1547 et 1632).
Depuis le hall d'entrée, on peut pénétrer plus avant dans la tombe et atteindre l'entrée de la chapelle extérieure. À gauche de la chapelle extérieure se trouve un passage qui mène à un serdab qui a peut-être contenu des statues en bois dans le passé, car on a trouvé des traces de bois pourri. Dans le sol, un autre puits (1551) a été creusé.
De la chapelle extérieure, une porte mène à la chapelle intérieure. La chapelle intérieure contient deux piliers. À gauche se trouve une chambre avec un autre puits funéraire (1550), tandis qu'à droite se trouve une pièce avec une table à offrandes. Derrière les piliers se trouve une autre petite chambre avec deux autres puits funéraires (1549 et 1687).

### Puits funéraires
- 1547 - Le puits débouche sur une chambre funéraire contenant un sarcophage en calcaire blanc. Le sarcophage était vide.
- 1549 - Le puits débouche sur une chambre funéraire, mais rien n'a été trouvé.
- 1550 - Le puits débouche sur une chambre funéraire avec l'emplacement d'un sarcophage creusé dans le sol. La terre du puits contenait des ossements décomposés.
- 1551 - Le puits s'ouvre sur une simple chambre taillée dans la roche. Rien n'a été trouvé.
- 1632 - Le puits débouche sur une chambre funéraire. Un emplacement a été creusé dans le sol et recouvert d'une dalle calcaire destinée à servir de couvercle au sarcophage. La chambre était vide.
- 1687 - Le puits débouche sur une simple chambre taillée dans la roche. Des ossements humains décomposés ont été trouvés dans cette chambre[3].

### Décoration
La salle à piliers contient une scène montrant Iounmin et son épouse Khâmerernebty devant une table d'offrandes. Iounmin est appelé : « prince héréditaire, chef de justice et vizir, le plus grand des cinq dans le temple de Thot, le fils du roi, Iounmin ».